# Solanum salamancae
Solanum salamancae är en potatisväxtart som beskrevs av Armando Theodoro Hunziker och Barboza. Solanum salamancae ingår i släktet skattor som ingår i familjen potatisväxter. Inga underarter finns listade i Catalogue of Life.